# Fleißkärtchen
Als Fleißkärtchen (auch Fleißbildchen, Fleißbilletts oder Lobzettel) bezeichnet man die in der Grundschulpädagogik als Belohnung und Motivation an Schüler ausgegebenen Karten oder Bildchen.

## Historisches

Fleißkärtchen aus dem Schulmuseum Nürnberg

Das älteste nachweisbare Fleißbildchen wurde 1783 in Form eines dekorativen Kupferstichblättchens an einer Hamburger Schule ausgegeben. Seine Beschriftung lautet: „Beweis, dass Vorzeiger dieses, mein lieber Schüler sich diese Zeit über in meiner Schule ganz besonders gut verhalten …“ Im 19. Jahrhundert wurden die Stiche und Holzschnitte von lithographierten Bildchen abgelöst und seit etwa 1870 erlaubten die auf Schnellpressen gedruckten Chromolithographien eine massenhafte, preisgünstige Herstellung. Ihre Bedeutung als ein von Kindern erstrebenswerter Besitz und einer gehüteten Kostbarkeit muss vor dem Hintergrund einer weitgehenden Bilderlosigkeit der damaligen Alltagsumgebung gesehen werden.
Typische Inschriften wie „Dem Fleiße“ oder „Fahre fort, fleißig und folgsam zu sein!“ gaben den Fleißkärtchen eine eindeutige Bestimmung; ihre Funktion konnte aber auch – z. B. in katholischen Schulen – durch kleine Andachtsbildchen erfüllt werden. Im protestantischen Umfeld spielten die Fleißkärtchen keine geringere Rolle, wie die in den USA ab etwa 1800 zunächst nur an Sonntagsschulen verteilten rewards of merit zeigen, bevor sie auch dort an Grundschulen zum Erziehungsmittel wurden.
Bis in die 1970er Jahre waren Fleißkärtchen (wie auch andere entsprechende Belohnungsformen, Stempelkärtchen u. Ä.) unangefochten in Gebrauch. Zu den bekanntesten Künstlerinnen, die Vorlagen für Fleißbildchen schufen, zählen Maria Spötl, Maria Innocentia Hummel und Ida Bohatta-Morpurgo.

## Fleißkärtchen heute
Inzwischen ist das Fleißkärtchen im Sinne einer Belohnung für Fleiß und Gehorsam  aus dem Schulwesen weitgehend verschwunden. Das Wort hat sich jedoch in die Metaphern der deutschen Sprache gerettet und wird meist ironisch gebraucht, wenn man eine erbrachte Leistung bewertet, deren intellektuellen Wert man eher gering einschätzt.

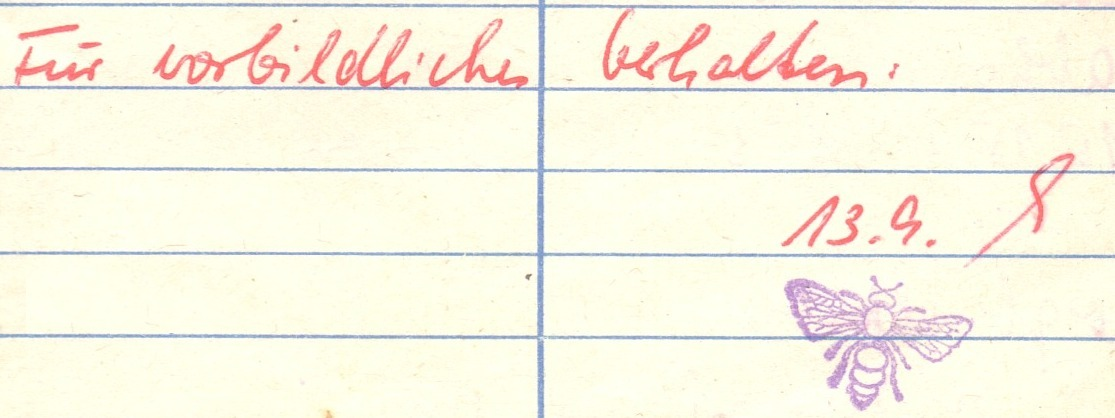
Eintrag in einem ostdeutschen Mitteilungsheft mit Bienchen als Auszeichnung „für vorbildliches Verhalten“ (1986)

Auch heute werden durchaus noch Fleißkärtchen hergestellt und in Schulen benutzt (siehe die Angebote zahlreicher Internetanbieter). Sie dienen wie früher zur Motivation, Bekräftigung und Belohnung von Verhaltensweisen von Schülern. Heute werden soziale Fähigkeiten und besondere schulische Leistungen belohnt, nicht mehr blinder Gehorsam und sturer Fleiß. Die Kärtchen sind oft kindgerecht künstlerisch gestaltet und mit pädagogischen Sinnsprüchen versehen; einige lassen sich auch zu einem größeren Motiv nach Art eines Puzzles zusammenlegen, was einen Anreiz zum Sammeln geben soll. Als fleißkärtchenähnliche Belohnungsformen werden auch Motivstempel (z. B. Bienen) oder Aufklebesternchen verwendet.
Andachtsbildchen wurden im kirchlichen Unterricht (Kommunionunterricht, Sonntagsschule, Kindergottesdienst) verwendet, um gute Teilnahme zu belohnen.
Glanzbilder (auch Oblatenbildchen genannt) wurden unter Kindern getauscht, in Poesiealben geklebt oder als Dekoration auf Gegenstände geklebt.

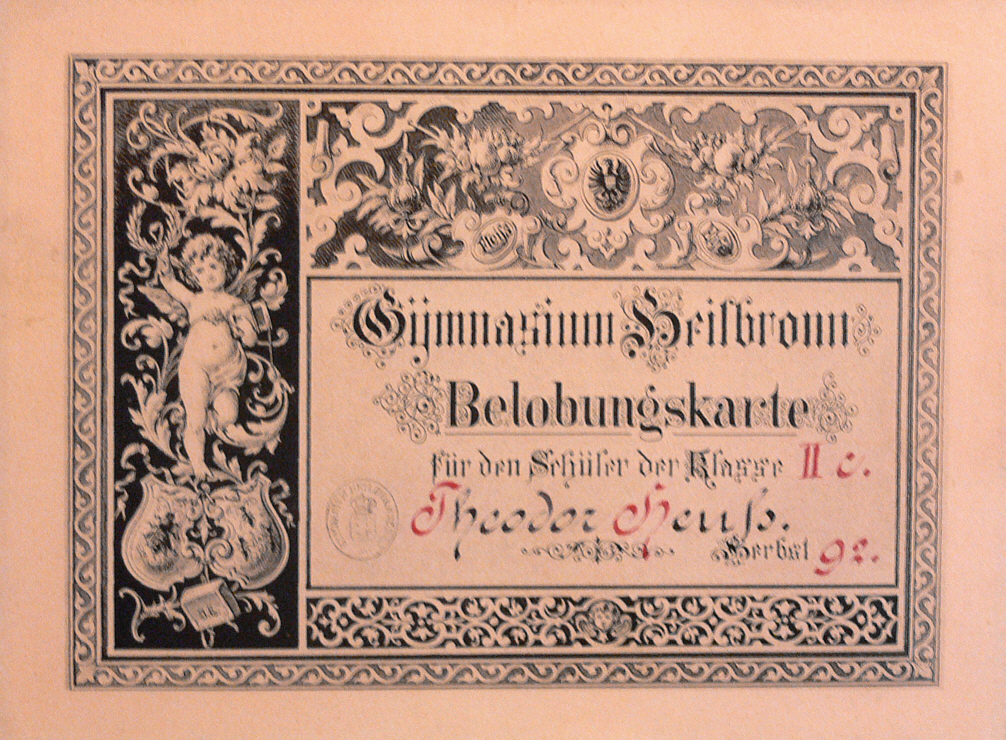
Belobigungskarte für Theodor Heuss 1892